# Morti nel 1024
| Questa pagina contiene informazioni ricavate automaticamente dalle voci biografiche con l'ausilio del template Bio e di un bot. L'aggiornamento è periodico e automatico e ricostruisce completamente la pagina. Se manca una persona in questa lista, sei pregato di non aggiungerla, ma accertati piuttosto che la sua voce biografica contenga il template Bio e che i dati anagrafici siano correttamente compilati. Se il template Bio manca, inseriscilo tu stesso o, in alternativa, metti l'avviso {{tmp\|Bio}} che ne segnala la mancanza. Se i dati riportati sono sbagliati, correggi direttamente la voce biografica; le modifiche saranno visibili in questa lista entro pochi giorni. Per chiarimenti vedi il progetto biografie. La lista contiene solo le 6 persone che sono citate nell'enciclopedia e per le quali è stato implementato correttamente il template Bio. Pagina aggiornata al 13 gen 2025. |

- 17 gennaio - Abd al-Rahman V ibn Hisham, califfo (n. 1001)
- 9 aprile - Papa Benedetto VIII, papa, cardinale e vescovo italiano
- 13 luglio - Enrico II il Santo, re e santo tedesco (n. 973)
- 15 luglio - Bezelino di Villingen, nobile tedesco
- Hanoch ben Moses, rabbino e teologo arabo (n. 950)
- Alberto di Metz, monaco cristiano e storico tedesco